# Bertrand Blanc
Bertrand Blanc (* 29. Oktober 1973 in Bourg-Saint-Maurice) ist ein französischer Skibergsteiger. 
Er begann 1992 mit dem Skibergsteigen, nahm im 1994 an der Pierra Menta teil und ist seit 2000 Mitglied der französischen Nationalmannschaft.

## Erfolge (Auswahl)
- 2001: 4. Platz bei der Europameisterschaft Skibergsteigen Team mit Cyril Champange

- 2002:
  - 4. Platz bei der Weltmeisterschaft Skibergsteigen Team mit Cyril Champange
  - 7. Platz bei der Weltmeisterschaft Skibergsteigen Kombinationswertung

- 2003: 7. Platz bei der Europameisterschaft Skibergsteigen Team mit Cyril Champange

- 2005:
  - 4. Platz bei der Europameisterschaft Skibergsteigen Team mit Vincent Meilleur
  - 4. Platz bei der Europameisterschaft Skibergsteigen Staffel mit Florent Perrier, Grégory Gachet und Tony Sbalbi
  - 8. Platz bei der Europameisterschaft Skibergsteigen Einzel

- 2007:
  - 3. Platz bei der Europameisterschaft Skibergsteigen Staffel mit Yannick Buffet, Tony Sbalbi und Fabien Anselmet

- - 7. Platz bei der Europameisterschaft Skibergsteigen Team mit Yannick Buffet

### Pierra Menta
- 1999: 10. Platz mit Cyril Champange
- 2000: 9. Platz mit Cyril Champange
- 2001: 6. Platz mit Cyril Champange
- 2002: 5. Platz mit Cyril Champange
- 2003: 4. Platz mit Cyril Champange
- 2004: 7. Platz mit Cyril Champange
- 2006: 5. Platz mit Vincent Meilleur
- 2007: 3. Platz mit Alexandre Pellicier

### Trofeo Mezzalama
- 2003: 6. Platz mit Grégory Gachet und Cyril Champange

### Patrouille des Glaciers
- 2008: 2. Platz mit Florent Perrier und Grégory Gachet